# معرفت‌شناسی تکوینی

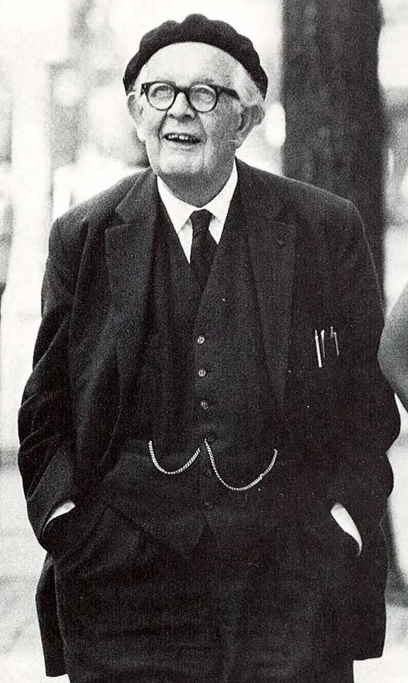
ژان پیاژه.

معرفت‌شناسی تکوینی یا شناخت‌شناسی ژنتیکی (انگلیسی: Genetic epistemology) شاخه‌ای از فلسفه و روان‌شناسی است که به بررسی چگونگی پیدایش و تحول شناخت انسان در طول رشد می‌پردازد. این نظریه را ژان پیاژه، روان‌شناس و فیلسوف سوئیسی، پایه‌گذاری کرد. منظور از «ژنتیکی» در اینجا نه «ژنتیک زیستی»، بلکه «پیدایش و دگرگونی در طول زمان» است. پیاژه معتقد بود که شناخت انسان چیزی ثابت یا از پیش‌ساخته نیست، بلکه به‌تدریج در نتیجهٔ تعامل فعال فرد با محیط شکل می‌گیرد.
بر اساس این دیدگاه، کودکان از طریق تجربه، کاوش و تعامل با جهان، گام‌به‌گام مفاهیم پیچیده‌تر را می‌سازند. شناخت، مانند یک ساختار زنده، از مراحل ساده‌تر آغاز می‌شود و در جریان رشد کودک، پیچیده‌تر و انتزاعی‌تر می‌شود. هدف شناخت‌شناسی تکوینی این است که بفهمد انسان چگونه به فهم، منطق، زبان و تفکر علمی دست پیدا می‌کند و این توانایی‌ها در چه مراحلی از رشد شکل می‌گیرند.

## اهداف
هدف از شناخت‌شناسی تکوینی متصل کردن اعتبار/روایی دانش به الگوی ساخت آن است - یعنی زمینه ای که دانش در آن به دست می‌آید، بر درک، کیفیت و میزان دوام آن تأثیر می‌گذارد. علاوه بر این، شناخت‌شناسی تکوینی به دنبال توضیح فرایند رشد شناختی (از بدو تولد) در چهار مرحله اصلی است: حسی حرکتی (تولد تا ۲ سالگی)، پیش عملیاتی (۲–۷)، عملیاتی عینی(۷–۱۱) و عملیاتی صوری (۱۱ سال به بعد). به عنوان نمونه، در نظر بگیرید که برای کودکان در مرحله حرکتی، معلمان باید سعی کنند با داشتن اشیاء کافی برای بازی با آنها محیطی غنی و تحریک کننده را فراهم کنند. سپس با کودکان در مرحله عملیاتی عینی، فعالیت‌های یادگیری باید شامل مسائل طبقه‌بندی، ترتیب، مکان، پایداری با استفاده از اشیاء عینی باشد. تمرکز اصلی بر روی سال‌های جوانی رشد است. درونسازی یا جذب وقتی اتفاق می‌افتد که درک حسی یک رویداد یا شیء جدید در یک طرحواره موجود برای یادگیرنده رخ دهد و معمولاً در زمینه خودانگیزشی به کار می‌رود. در برونسازی، تجارب مطابق با نتیجه کارها قرار می‌گیرند. بالاترین شکل رشد تعادل است. از آنجا که یادگیرندگان نحوه فکر کردن خود را تغییر می‌دهند تا جواب بهتری به دست آورند تعادل شامل درونسازی و برونسازی است. این بالاترین سطح رشد است.
پیاژه معتقد بود دانش کارکردی بیولوژیکی است که از یک تغییر کاملاً فردی در اعمال فرد نتیجه می‌شود. وی همچنین اظهار داشت که دانش از ساختارها تشکیل شده و با انطباق این ساختارها با محیط به وجود می‌آید.
شناخت‌شناسی تکوینی پیاژه در میانهٔ منطق صوری و منطق دیالکتیکی قرار دارد. معرفت‌شناسی پیاژه حد فاصل آرمان‌گرایی عینی و ماده‌باوری است